# Jennifer Hoffman
Jennifer Hoffman es una astrofísica estadounidense y profesora asociada en la Universidad de Denver. Estudia el material circunestelar alrededor de las estrellas. 

## Trayectoria
En 1994, después de pasar un año en la Universidad de Gotinga, Hoffman se graduó por la Universidad de California en Berkeley. Obtuvo su doctorado en 2002. Realizó un trabajo con Kenneth Nordsieck titulado Localización de pérdida masiva: modelado numérico de material circunestelar en sistemas binarios.
En 2003 fue nombrada miembro postdoctoral de Astronomía y Astrofísica de la Fundación Nacional para la Ciencias en la Universidad de California en Berkeley  Donde creó una página web de Recursos de Mujeres en Astronomía. Se involucró más en actividades para promover la diversidad en la física y la astronomía, trabajando con la astrofísica Meg Urry en el Comité de la Sociedad Astronómica Estadounidense sobre el Estado de la Mujer en la Astronomía. Trabajó con el Laboratorio Nacional Lawrence Berkeley en el modelado de la supernova eyecta.
En la Universidad de Denver lidera el espectropolarímetro HPOL. En 2013 fue la editora del libro "Polimetría estelar: desde el nacimiento hasta la muerte (Actas de la Conferencia AIP / Astronomía y Astrofísica)". En 2015 formó parte de la campaña de observación de Mintaka. El grupo de investigación de Hoffman utiliza la transferencia radiactiva tridimensional de Monte Carlo para modelar la interacción del material circunestelar con la luz de estrellas y supernovas. 